# 白泉民
白泉民（1955年7月—），男，汉族，山西左权人，中华人民共和国政治人物，曾任山东省高级人民法院院长，第十二届全国人民代表大会山东地区代表。

## 生平
毕业于西南政法学院政法专业。1976年加入中国共产党。2013年，担任全国人大代表。